# Gao Fenglian
Gao Fenglian (chiń. 高凤莲; ur. 15 października 1964 w Bayan Nur) – chińska judoczka. Zajęła drugie miejsce na igrzyskach w Seulu 1988, w turnieju pokazowym, w kategorii ponad 72 kg.
Mistrzyni świata w 1986, 1987 i 1989; srebrna i brązowa medalistka w 1984. Triumfatorka mistrzostw Azji w 1985 i 1988 roku.